# Лутке рачунају
Лутке рачунају је дечија песма која се налази у збирци дечије књижевности Детињство, познате српске песникиње Десанке Максимовић.

## Анализа песме
Песникиња говори песмицу као да је девојчица. Каже да се сваки дан мучи научити лутке бројању, али оне само скрсте своје руке и гледају ју у прсте, као да сам желе да израчунају колико је два и два. Лутке су послушне и ћутке седе на сату, као да већ знају да рачунају. Девојчица мора да се помири с тиме шта нису баш паметне, јер су су биле скупе, иако не знају сабрати ни два и два.

## О песникињи
Десанка Максимовић је српска песникиња, приповедач, романсијер, писац за децу, академик Српске академије наука и уметности, повремено преводилац, најчешће поезије с руског, словеначког, бугарског и француског језика.
Писала је песме о детињству, љубави, завичају, природи, животу, пролазности, па и смрти.
Осим њених значајних песмама за младе и одрасле, Десанка Максимови значајна је песникиња за децу. Као и остале песме, и дечије песме обилују прекрасним песничким сликама, богате су стилским фигурама и свака носи лепу поуку. Деца једнако уживају у поезији ове песникиње као и одрасли, наравно, читајући о темема које су им примереније и које могу да разумију. Управо такве песме налазе се у њеној збирци дечје књижевности „Детињство“.